# Alessandra Sensini

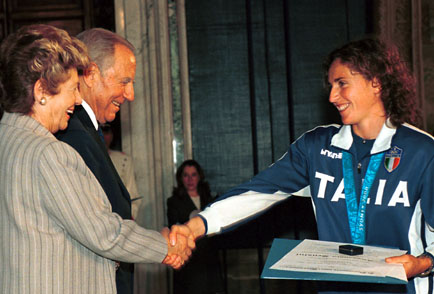
Franca Pilla, die Frau des italienischen Staatspräsidenten Carlo Azeglio Ciampi, und Alessandra Sensini beim Empfang des Staatspräsidenten im Jahr 2000

Alessandra Sensini (* 26. Januar 1970 in Grosseto) ist eine ehemalige italienische Windsurferin. Mit vier olympischen Medaillen und vier Weltmeistertiteln gehört sie zu den erfolgreichsten Windsurferinnen überhaupt.

## Karriere
Sensini trat bis 1988 in der Mistral-Klasse für Juniorinnen an und belegte bei den Juniorenweltmeisterschaften 1988 den zweiten Platz. Bis 1992 war dann die Lechner-Klasse die maßgebende Klasse im Windsurfing. Sensinis größter Erfolg in dieser Zeit war der siebte Platz bei den Olympischen Spielen 1992.
Von 1995 bis 2004 startete Sensini in der Mistral-Klasse der Erwachsenen. Bei den Olympischen Spielen 1996 gewann sie die Bronzemedaille hinter Lee Lai Shan aus Hongkong und der Neuseeländerin Barbara Kendall. 1997 siegte Sensini bei den Europameisterschaften und belegte den zweiten Platz bei den Weltmeisterschaften. Im Jahr 2000 gewann Sensini im Februar den Weltmeistertitel und erhielt im Mai die Silbermedaille bei den Europameisterschaften. Im September gelang ihr dann der Sieg bei den Olympischen Spielen in Sydney vor der deutschen Amelie Lux und Barbara Kendall. 2002 gewann Sensini bei den Europameisterschaften und belegte den zweiten Platz bei den Weltmeisterschaften. 2004 siegte Sensini zum zweiten Mal bei den Weltmeisterschaften, bei den Olympischen Spielen folgte die Bronzemedaille hinter der Französin Faustine Merret und der Chinesin Yin Jian.
Nach dem Ende der Mistral-Zeit trat Alessandra Sensini in der RS:X-Klasse an und gewann 2006 auf diesem Brett den Weltmeistertitel. 2008 gewann sie im Januar ihre vierte Weltmeisterschafts-Goldmedaille. Bei den Olympischen Spielen 2008 erhielt sie die Silbermedaille hinter Yin Jian. 2010 gewann Sensini Weltmeisterschaftssilber, zwei Jahre später erhielt sie noch eine Bronzemedaille. Zum Abschluss ihrer Karriere belegte sie bei den Olympischen Spielen 2012 den neunten Platz.